# Rosario Di Rosa
Rosario Di Rosa (Vittoria, 8 febbraio 1975) è un pianista e compositore italiano di musica jazz.

## Biografia
Sotto la guida dal pianista jazz Salvatore Bonafede, esordisce nei gruppi siciliani del trombettista Vito Giordano.
Nel 1999 consegue la borsa di studio come migliore pianista durante la rassegna "Nuoro in Jazz".
Dopo aver fatto parte della Open Jazz Orchestra del batterista e percussionista Mimmo Cafiero, nel 2003 raggiunge il 2º posto al concorso milanese "Jazz Dimensione Giovani" in duo con il flautista Carlo Nicita.
Nel 2006 viene selezionato tra 50 giovani pianisti in tutto il mondo per partecipare al prestigioso “Concorso Internazionale di Piano Jazz Martial Solal” a Parigi. 
Nel 2008 fonda il "Rosario Di Rosa Trio", con il quale nel 2015 raggiunge il 2º posto tra le migliori formazioni di jazz del 2015 nell'annuale referendum Top Jazz indetto dalla rivista Musica Jazz.

## Discografia

### Da Leader
- 2004 - Voices (SPLASCH Records) - Carlo Nicita Rosario Di Rosa Feat. Giovanni Falzone
- 2006 - Unquiet Serenade (ABEAT Records, 042) - Carlo Nicita & Rosario Di Rosa Sextet
- 2008 - Freedom: improvised suites for a trio (ABEAT Records, 061) - Rosario Di Rosa Trio
- 2010 - Cabaret Voltaire (ABEAT Records, 074) - Rosario Di Rosa Trio
- 2012 - YAWP!!! (ABEAT Records, 104) - Rosario Di Rosa & Contemporary Kitchen
- 2015 - Pop Corn Reflections (NAU Records, 1304) - Rosario Di Rosa Trio
- 2017 - Composition and Reactions (Deep Voice Records, 01) - Rosario Di Rosa
- 2017 - Un cielo pieno di nuvole (Deep Voice Records, 02) - Rosario Di Rosa

### Vari
- 2013 - Wanderer (Zone di Musica Records) - Adalberto Ferrari's L.I.Q. (Lost Identity Quartet)